# Liste der Kulturgüter in Wil ZH
Die Liste der Kulturgüter in Wil ZH enthält alle Objekte in der Gemeinde Wil im Kanton Zürich, die gemäss der Haager Konvention zum Schutz von Kulturgut bei bewaffneten Konflikten, dem Bundesgesetz vom 20. Juni 2014 über den Schutz der Kulturgüter bei bewaffneten Konflikten sowie der Verordnung vom 29. Oktober 2014 über den Schutz der Kulturgüter bei bewaffneten Konflikten unter Schutz stehen.
Objekte der Kategorie A sind im Gemeindegebiet nicht ausgewiesen, Objekte der Kategorie B sind vollständig in der Liste enthalten, Objekte der Kategorie C fehlen zurzeit (Stand: 1. Januar 2022). Unter übrige Baudenkmäler sind weitere geschützte Objekte zu finden, die im Verzeichnis der Objekte von überkommunaler Bedeutung der kantonalen Denkmalpflege zu finden und nicht bereits in der Liste der Kulturgüter enthalten sind.

## Kulturgüter
| Foto |                 | Objekt                            | Kat. | Typ | Standort                              | Beschreibung |
| ---- | --------------- | --------------------------------- | ---- | --- | ------------------------------------- | ------------ |
| ja   | Datei hochladen | Reformierte Kirche KGS-Nr.: 16625 | B    | G   | Schützenhausstrasse 4 680091 / 272980 |              |

## Übrige Baudenkmäler
| ID              | Foto |                 | Objekt                               | Kat.   | Typ | Standort                              | Beschreibung |
| --------------- | ---- | --------------- | ------------------------------------ | ------ | --- | ------------------------------------- | ------------ |
| 07100035        |      | Datei hochladen | Wohnhaus                             | C      | G   | Hohlgass 12 680321 / 273342           |              |
| 07100089        |      | Datei hochladen | Ehemaliges Untervogthaus, Hausteil 1 | B reg. | G   | Dorfstrasse 45 680446 / 273153        |              |
| 07100090        |      | Datei hochladen | Ehemaliges Untervogthaus, Hausteil 2 | B reg. | G   | Dorfstrasse 47 680452 / 273156        |              |
| 07100091        |      | Datei hochladen | Ehemaliges Untervogthaus, Scheune 1  | B reg. | G   | Dorfstrasse 47 bei 680459 / 273161    |              |
| 07100092        |      | Datei hochladen | Ehemaliges Untervogthaus, Scheune 2  | B reg. | G   | Dorfstrasse 47 bei 680468 / 273164    |              |
| 07100131        |      | Datei hochladen | Ehemaliges Bauernhaus                | C      | G   | Hohlgass 37 680195 / 273265           |              |
| 07100168        |      | Datei hochladen | Reformiertes Pfarrhaus               | B reg. | G   | Oberdorfstrasse 9 680068 / 273119     |              |
| 071BEI00168     |      | Datei hochladen | Nebengebäude zum Pfarrhaus           | B reg. | G   | Oberdorfstrasse 9 bei 680079 / 273130 |              |
| 071BRUNNEN00001 |      | Datei hochladen | Dorfbrunnen oder Breitenbrunnen      | B reg. | K   | Dorfplatz 680369 / 273347             |              |

Hinweise zur Legende in dieser Liste:
- Anstelle der KGS-Nummer wird als Objekt-Identifikator (ID) die Inventarnummer im Verzeichnis der Objekte von überkommunaler Bedeutung des kantonalen Denkmalschutzamtes verwendet.
- Bei den Kategorien wird wie folgt unterschieden: B kant. = Objekt von kantonaler Bedeutung (Kanton Zürich); B reg. = Objekt von regionaler Bedeutung (Kanton Zürich)